# Lukáš Hejda
Lukáš Hejda (* 9. března 1990 Bílovec) je český profesionální fotbalista, který hraje na pozici středního obránce za český klub FC Viktoria Plzeň. V roce 2014 odehrál také jedno utkání v dresu české reprezentace.

## Klubová kariéra
Svoji fotbalovou kariéru začal v klubu ŠSK Bílovec, odkud přestoupil do FC Baník Ostrava. V roce 2006 absolvoval stáž v anglickém mužstvu Reading FC. Následně zamířil do Sparty Praha.

### AC Sparta Praha
Do sestavy A-týmu poprvé nakoukl v sezoně 2009/10, kdy dostal šanci v několika ligových a pohárových zápasech. S mužstvem získal v témže ročníku mistrovský titul. Na podzim 2011 vybojoval se Spartou Český Superpohár a objevil se v několika zápasech předkol Ligy mistrů UEFA. Celkem v dresu „Letenských“ odehrál 12 ligových střetnutí, gól nedal.

#### Baumit Jablonec (hostování)
Před jarní částí ročníku 2010/11 Gambrinus ligy zamířil společně s Lukášem Třešňákem na hostování ze Sparty do klubu FK Baumit Jablonec, opačným směrem odešel taktéž hostovat Tomáš Pekhart. Za Jablonec nastoupil k šesti zápasům v lize, ve kterých se střelecky neprosadil.

#### Příbram (hostování)
V červenci 2012 odešel na hostování do klubu 1. FK Příbram. Poprvé střelecky se prosadil 18. září 2011 v domácím zápase proti Mladé Boleslavi (výhra 2:0). Druhý gól dal 18. března 2012 opět do sítě Mladé Boleslavi, tentokrát skončilo utkání remízou 2:2. Za Příbram během roku nastoupil k 19 ligovým střetnutím.

### FC Viktoria Plzeň
Před ročníkem 2012/13 přestoupil za cca 12 milionů Kč do Viktorie Plzeň, společně s ním přišel na hostování ze Sparty Martin Zeman.

#### Sezóna 2012/13
V základní skupině B Evropské ligy 2012/13 byla Plzeň přilosována k týmům Atlético Madrid (Španělsko), Hapoel Tel Aviv (Izrael) a Académica de Coimbra (Portugalsko). V prvním utkání Plzně 20. září 2012 na domácí půdě proti portugalskému týmu Académica de Coimbra se Hejda neobjevil, Plzeň vyhrála 3:1. V dalším utkání 4. října s Atléticem Madrid nastoupil na několik posledních minut, španělský celek zvítězil doma 1:0 gólem v samotném závěru. 25. října cestovala Plzeň do Izraele k utkání proti Hapoelu Tel Aviv a většinu prvního poločasu byla pod tlakem soupeře. Lukáš Hejda střídal na hřišti v 88. minutě Marka Bakoše, střetnutí skončilo výsledkem 2:1 pro hosty, Plzeň si s 6 body upevnila druhou příčku za vedoucím Atléticem Madrid. 14. února 2013 v jarní vyřazovací části Evropské ligy 2012/13 nastoupil na několik závěrečných minut v šestnáctifinále proti domácímu italskému mužstvu SSC Neapol. Plzeň zvítězila v Neapoli 3:0. V osmifinále zasáhl do domácího utkání proti tureckému celku Fenerbahçe Istanbul, Plzeň poprvé v tomto ročníku Evropské ligy prohrála doma (0:1). Do odvety 14. března v Istanbulu nenastoupil, Viktoria remizovala 1:1 a vypadla z Evropské ligy.
19. dubna 2013 se podílel jedním gólem na domácím vítězství Plzně 2:0 nad 1. FK Příbram (za kterou nastupoval v předchozí sezóně 2011/12), když dorazil do sítě hlavičku stopera Václava Procházky. Byl to jeho první ligový gól v dresu Plzně. Sezónu Gambrinus ligy 2012/13 završil ziskem ligového titulu.

#### Sezóna 2013/14
V prvním soutěžním zápase nastoupil za Viktorii 12. července 2013 v Superpoháru proti FK Baumit Jablonec (prohra 2:3). Nastoupil ve třetím předkole Ligy mistrů v Estonsku 30. července 2013 proti JK Nõmme Kalju (místo Václava Procházky, který si odpykával karetní trest) a v 92. minutě uzavřel skóre na konečných 4:0, když od něj změnil směr letu míč hlavičkovaný Mariánem Čišovským (portál Uefa.com připsal tento gól Čišovskému). Plzeň zvítězila jednoznačně 4:0. Zahrál si i v základní skupině Ligy mistrů, kde se viktoriáni střetli s německým Bayernem Mnichov, anglickým Manchesterem City a ruským CSKA Moskva.

#### Sezóna 2014/15
V létě 2014 prodloužil s mužstvem smlouvu do konce ročníku 2016/17. V prvním soutěžním zápase nastoupil za Viktorii 18. července 2014 v Superpoháru proti AC Sparta Praha (prohra 0:3). V 10. kole vstřelil v zápase proti FK Teplice ve 49. minutě jediný vítězný gól zápasu. 1. 11. 2014 dal ve šlágru 13. kola proti AC Sparta Praha ve 12. minutě po rohovém kopu první gól zápasu, utkání skončilo důležitou výhrou 2–0. Dvě kola před koncem ročníku 2014/15 získal s mužstvem Plzně mistrovský titul.

#### Sezóna 2015/16
S Viktorkou se představil v základní skupině Evropské ligy UEFA, kde bylo mužstvo nalosováno do skupiny E společně s FK Dinamo Minsk (Bělorusko), Villarreal CF (Španělsko) a Rapid Vídeň (Rakousko). V konfrontaci s těmito týmy Západočeši získali čtyři body, skončili na třetím místě a do jarní vyřazovací části nepostoupili. Za Plzeň v základní skupině Evropské ligy odehrál čtyři utkání, chyběl v obou zápasech proti Dinamu Minsk. V ročníku 2015/16 získal tři kola před koncem sezony s Viktorkou mistrovský titul, klub dokázal ligové prvenství poprvé v historii obhájit.

#### Sezóna 2016/17
Před ročníkem 2016/17 spojil svou další budoucnost s klubem smlouvu do léta 2019.
S Viktorkou postoupil přes ázerbájdžánský Qarabağ FK (remízy 0:0 a 1:1) do 4. předkola – play-off Ligy mistrů UEFA, což znamenalo jistou podzimní účast Plzně v evropských pohárech. 4. předkolo LM Západočeši proti bulharskému PFK Ludogorec Razgrad výsledkově nezvládli (prohra 0:2 a remíza 2:2) a museli se spokojit s účastí ve skupinové fázi Evropské ligy UEFA. Viktorka byla nalosována do základní skupiny E společně s AS Řím (Itálie), Austria Vídeň (Rakousko) a FC Astra Giurgiu (Rumunsko).
V prvním kole odehrál Hejda za Viktorku celý zápas a Plzeň remizovala 15. 9. 2016 na domácí půdě s AS Řím 1:1. K dalšímu zápasu základní skupiny cestovala Plzeň 29. září 2016 do Rakouska, kde se střetla s Austrií Vídeň. Hejda nastoupil i tentokrát na celé střetnutí, které skončilo bezbrankovou remízou. Ani ve třetím zápase Plzeň nezvítězila, když 20. 10. 2016 podlehla doma Astře Giurgiu 1:2. V Odvetě hrané 3. listopadu 2016 předvedla Viktorka velmi kvalitní výkon, ale v konečném důsledku jen remizovala se soupeřem 1:1. V dalším střetnutí Plzeň definitivně ztratila naději na postup, když podlehla římskému AS v poměru 1:4. Z výhry se Západočeši radovali až v posledním střetnutí hraném 8. prosince 2016, kdy před domácím publikem otočili zápas proti Austrii Vídeň z 0:2 na 3:2, přestože od 18. minuty hráli oslabeni o jednoho hráče. Plzeň touto výhrou ukončila 14 zápasovou sérii bez vítězství v Evropské lize. Viktoria skončila v základní skupině na třetím místě.

## Klubové statistiky
Aktuální k 18. prosinci 2018
| Sezona  | Klub                       | Soutěž         | Zápasy | Góly |
| ------- | -------------------------- | -------------- | ------ | ---- |
| 2009/10 | AC Sparta Praha            | Gambrinus liga | 4      | 0    |
| 2010/11 | AC Sparta Praha            | Gambrinus liga | 8      | 0    |
| 2010/11 | FK Baumit Jablonec (host.) | Gambrinus liga | 6      | 0    |
| 2011/12 | 1. FK Příbram (host.)      | Gambrinus liga | 19     | 2    |
| 2012/13 | FC Viktoria Plzeň          | Gambrinus liga | 15     | 1    |
| 2013/14 | FC Viktoria Plzeň          | Gambrinus liga | 15     | 1    |
| 2014/15 | FC Viktoria Plzeň          | Synot liga     | 13     | 2    |
| 2015/16 | FC Viktoria Plzeň          | Synot liga     | 18     | 0    |
| 2016/17 | FC Viktoria Plzeň          | HET liga       | 27     | 6    |
| 2017/18 | FC Viktoria Plzeň          | HET liga       | 21     | 2    |
| 2018/19 | FC Viktoria Plzeň          | FORTUNA liga   | 9      | 0    |

## Reprezentační kariéra
Hejda byl stabilním členem českých mládežnických reprezentací od kategorie do 16 let.
V A-týmu České republiky debutoval pod trenérem Pavlem Vrbou 3. června 2014 v přátelském utkání na Andrově stadionu v Olomouci proti Rakousku (prohra 1:2).

## Úspěchy

### Klubové
AC Sparta Praha
- 1× vítěz 1. české ligy (2009/10)

FC Viktoria Plzeň
- 4× vítěz 1. české ligy (2012/13, 2014/15, 2015/16, 2017/2018)